# Пиховшек, Вячеслав Владимирович
Вячеслав Владимирович Пиховшек (укр. В'ячеслав Володимирович Піховшек, род. 13 сентября 1966, Тальное, Черкасская область) — украинский журналист и телеведущий, публицист. Политтехнолог и колумнист. Заслуженный журналист Украины (1999).

## Биография
Родился 13 сентября 1966 году в городе Тальное, Черкасская область. На четверть является чехом.

### Учёба
В 1990 году окончил факультет философии Киевского государственного университета им. Т. Г. Шевченко.
В годы учёбы присоединился к Украинскому студенческому союзу и стал одним из активистов демократического студенческого движения, но в 1990 году во время подготовки к революции на граните был исключён. В дальнейшем ряд бывших членов Союза, в частности Олесь Доний и Андрей Салюк, заявляли о разоблачении студента как подосланного агента КГБ. Через год Пиховшек выступал от имени студенческих организаций на конференции в Британии, где «осуждал националистов».
Стажировался в Украинском научном институте Гарвардского университета (1988), на факультете философии Лейпцигского университета (1989) и в университете Коннектикута (1996).

### Карьера
В политической журналистике — с 1988 года.
В 1991 году основал Украинский независимый центр политических исследований, который финансировали международные доноры. Центр сыграл важную роль в борьбе с попытками коммунистического реванша и неокоммунистическая движениями в стране.
С 1995-го — автор и ведущий популярного политического ток-шоу «Пятый угол» на каналах «УТ-1», «УТ-2» и «1+1». Считается новатором украинского политического ток-шоу.
С середины 1990-х годов стал политконсультантом президента Украины Леонида Кучмы и его спичрайтером.
С марта по конец 1998 года вместе с Николаем Вереснем и Виктором Уколовым стал авторов и ведущим политического шоу «5х5», посвященного парламентским выборам. С 1998-го — ведущий программы прямого эфира «Выбор», ставшей продолжением и логическим завершением шоу «5х5».
С 1999 по январь 2005 гг. — автор и ведущий программ «Эпицентр» и «Эпицентр-дебаты». Проект частично финансировался за счет американских и британских доноров, над ним работали и аналитики УНЦПИ. До выборов программа выходила в формате дебатов. В это же время занимал пост главного редактора «Телевизионной службы новостей» (ТСН) канала «1+1».
Осенью 2001 года объявил об участии в парламентских выборах от партии «Демократический союз», в списке которой занял четвёртое место (по итогам выборов партия набрала 0,87 % и не прошла проходной барьер). К этом моменту позиционировал себя противником оппозиции и Виктора Ющенко.
Был одним из фигурантов плёнок Мельниченко. Контролировал выполнение темников от главы администрации президента Виктора Медведчука на «1+1».
В ходе выборов 2004 года из-за манипулятивного освещения первого тура выборов на «1+1» начался открытый журналистский протест, в ходе которого Андрей Тычина и Олесь Терещенко отказались вести вместе с Пиховшеком избирательный марафон, а от работы в эфире отказались Людмила Добровольская и Алла Мазур. В ответ журналист три дня выходил в эфир и рассказывал новости собственными усилиями. 25 ноября 2004 новости вернулись в эфир «1+1». Перед этим руководитель канала Александр Роднянский вместе с частью коллектива попросил у зрителей прощения за ложь в новостях и пообещал, что в дальнейшем «ТСН» будет работать честно и качественно. Пиховшек в извинениях в эфире участия не принимал, однако его подпись есть под заявлением. По оценкам украинского бизнес-ресурса ЛИГА, в период президентских выборов 2004 года и последовавшей вслед за ними Оранжевой революции, Пиховшек, на пике своей карьеры и популярности, был едва ли не самым высокооплачиваемым журналистом на Украине.
С января 2005 по июнь 2006 гг. — соведущий программы «Иду на Вы» (партнером журналиста была Ольга Герасимюк), который был заменён «Эпицентром». После смены руководства «1+1» в 2008 году «Эпицентр» сняли с эфира, а в начале 2009 года Пиховшека уволили.
С мая 2009 по декабрь 2013 года — автор «Lb.ua», член президентского пула.
Был сторонником президента Украины Виктора Януковича.
С 2016 года — член партии «Разумная Сила», колумнист сайта «The Экономист» Впоследствии эту партию свяжут с организацией «убийства Аркадия Бабченко», и она сойдет с политической арены ещё до начала избирательной кампании 2019-го.
С мая 2017 по февраль 2021 — ведущий программ «Дуэль» (2017), «Пиховшек.live» (2017), «Субъективные итоги недели» (2017—2018), «Хронология дня» (2017—2019), «Хронология недели» (2018—2021), «Эпицентр украинской политики» (2018—2021), «Пятый угол» (2019—2020), «Хронология эпидемии» (2020) и «Противостояние» (2020—2021) на канале «NewsOne», также являлся консультантом телеканала наряду с бывшим политтехнологом из команды Медведчука Владимиром Грановским.
В феврале 2021 года, после введения президентом Украины Владимиром Зеленского санкций против Тараса Козака — владельца NewsOne, ZIK и 112 Украина, приведшего к прекращению вещания данных СМИ, Пиховшек и ряд сотрудников данных телеканалов перешли на вещающий в YouTube телеканал «Первый независимый», «совладельцами» которого выступили сотрудники вышеуказанных телеканалов.
С 26 февраля 2021 по 27 октября 2021 — ведущий программ «Противостояние», «Хронология недели» и «Эпицентр украинской политики» на канале «Первый независимый».
С 27 октября 2021 по 26 февраля 2022 — ведущий программ «Противостояние», «Хронология недели» и «Эпицентр украинской политики» на телеканале Ukrlive. В первые дни военных действий продолжал эфиры на телеканале Ukrlive.

## Критика
Руководимый Пиховшеком ТСН в 00-х годах демонстративно бойкотировал популярного тогда политика Виктора Ющенко, впоследствии Пиховшек принесёт извинения за 149-дневный игнор его деятельности. Авторские программы журналиста прославились как пятиминутки ненависти, к 2003 году Пиховшек имел самый высокий рейтинг недоверия среди телеведущих.
26 января 2011 года в газете Известия в Украине вышла статья Пиховшека «Убить журналиста. Кто и как дестабилизирует президентство Виктора Януковича?», в которой предполагается убийство журналиста «Украинской правды» Сергея Лещенко некими силами, желающими дестабилизировать президентство Януковича. Публикация вызвала критику со стороны украинской и мировой журналистской общественности.

## Регалии
- Заслуженный журналист Украины (1999)[10];
- В 1999 году награждён премией «Прометей-престиж», по результатам номинации и конкурса «Эпицентр» был объявлен лучшей телепрограммой года.